# سليم أحمد سليم
سليم أحمد سليم (بالإنجليزية: Salim Ahmed Salim)‏ (23 يناير 1942) دبلوماسي تنزاني يعمل في المجال السياسي منذ عقد 1960 ولقد شغل منصب الأمين العام لمنظمة الوحدة الأفريقية في الفترة من 19 سبتمبر 1989 إلى 17 سبتمبر 2001.

## روابط خارجية
- سليم أحمد سليم على موقع مونزينجر (الألمانية)